# Montgauch
Montgauch ist eine französische Gemeinde mit 112 Einwohnern (Stand 1. Januar 2022) im Département Ariège in der Region Okzitanien. Sie gehört zum Kanton Portes du Couserans und zum Arrondissement Saint-Girons. 
Sie grenzt im Nordosten an Caumont, im Osten an Saint-Lizier, im Südosten an Montégut-en-Couserans, im Süden an Moulis, im Südwesten an Balaguères sowie im Westen und Nordwesten an Cazavet.

## Bevölkerungsentwicklung

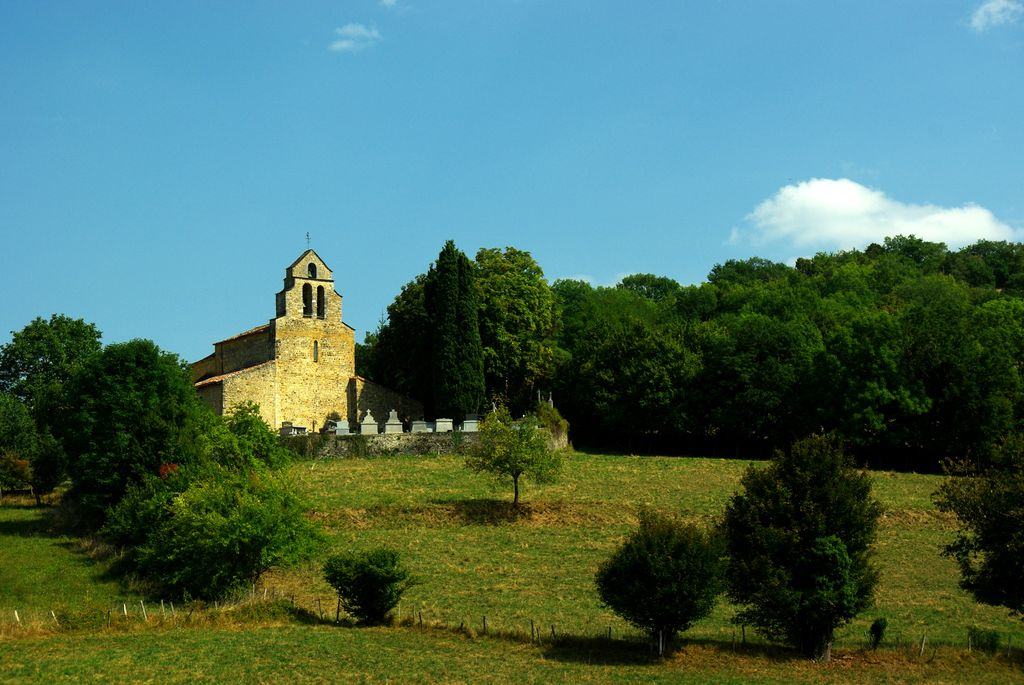
Die romanische Kirche Saint-Pierre, Monument historique

| Jahr                       | 1962 | 1968 | 1975 | 1982 | 1990 | 1999 | 2008 | 2019 |
| -------------------------- | ---- | ---- | ---- | ---- | ---- | ---- | ---- | ---- |
| Einwohner                  | 167  | 157  | 150  | 116  | 125  | 129  | 115  | 125  |
| Quellen: Cassini und INSEE |      |      |      |      |      |      |      |      |